# Autovía Ponferrada-Orense
La autovía Ponferrada-Orense o A-76 es una autovía española en proyecto que unirá las ciudades de Ponferrada (León) y Orense. Formará, en conjunción con las autovías A-54 Lugo - Santiago, A-56 Lugo - Orense y con la proyectada A-72 Monforte-Chantada, el acceso prioritario a la meseta para la Galicia Central e Interior.
La concepción de esta infraestructura surge de la necesidad de vertebración de las pobladas comarcas de Lemos (Lugo) y Valdeorras (Orense). Además facilita los trayectos de largo recorrido entre ciudades como Vigo o Pontevedra y la cornisa Cantábrica, Norte o Noreste de España, así como a la inversa.
La gran ventaja de este acceso central gallego respecto a sus alternativas (A-6 y A-52) es la relativa carencia de grandes pendientes y la escasez de puertos de importancia en su recorrido, desbloqueando los tránsitos con origen en los puertos de La Coruña y Ferrol, evitando el puerto del Cebreiro, permitiendo tránsitos carreteros de bajo coste y menor impacto ambiental para cargas de gran tonelaje. 
De igual forma el puerto e industria de Vigo dispondría de una alternativa a sus tránsitos transfronterizos con Francia o el Norte de España, aumentando la competitividad industrial y mejorando la sostenibilidad financiera y ambiental en toda la zona de influencia de la infraestructura. Esta autovía complementa los proyectos logísticos ya iniciados como los Puertos Secos de Monforte de Lemos y Ponferrada, las instalaciones ferroviarias de Torneros (León), la Plataforma Logística de El Bierzo (Toral de los Vados), entre otros, y permite la intermodalidad de transportes e integración logística dentro del Eje Atlántico.

## Actualidad en la ejecución de los tramos

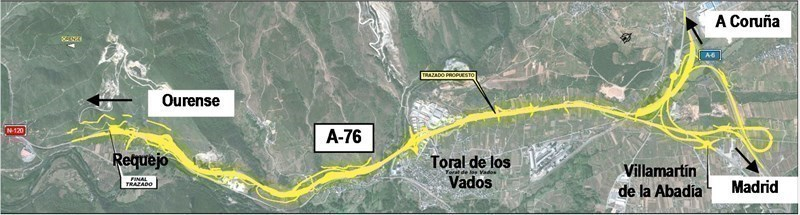
A-76 Tramo I, Proyecto Constructivo (Expediente de Información Pública), 19-mar-2018.

El 19 de marzo de 2018 se inicia la incoación del expediente de información pública para el Tramo I Villamartín de la Abadía-Requejo. El Ministerio de Transportes, Movilidad y Agenda Urbana publica en su web el expediente completo para este tramo, que finalmente contará con un presupuesto de 101,6M€ y 6,24km de tronco viario principal, un enlace directo para las 4 direcciones posibles entre la A-6 y la A-76, accesos a las carreteras secundarias mediante nueva rotonda a la altura del paso superior en Villamartín y otra nueva rotonda en el ramal de la N-VI cerca de la estación de servicio. Se suprimirá el acceso actual a Toral en el comienzo de la N-120, estructurándose dicho acceso a través de la nueva rotonda a la salida de Villamartín y el trazado ha sido modificado respecto al Estudio Informativo para acomodarse a la velocidad legal exigida para autovías, suavizando las curvas de Paradela y Requejo, en este histórico tramo negro. 
Del expediente de información pública del primer tramo obtenemos la primera fecha de puesta en marcha prevista, al menos para dicho tramo, proyectada para 2022. También se pueden extraer generalidades de la infraestructura, como que la velocidad de proyecto del eje principal viario admitirá velocidades máximas entre 100 y 120 km/h, exigencia legal por la que no ha sido posible la duplicación exacta en el tramo. Todos los viaductos actuales se respetan en el nuevo trazado, ejecutando su duplicación para albergar la nueva calzada, por ejemplo los viaductos del río Burbia y del arroyo del Marco, reduciendo costes innecesarios y nuevas afectaciones ambientales. Los nuevos enlaces se han proyectado para maximizar la visibilidad y reducir el riesgo. Así, el nuevo enlace de Requejo se conformará como una rotonda deprimida bajo la autovía, desde la que accederá a la calzada actual de la N-120, eliminando dicho punto negro histórico, ya que la actual calzada será solamente usada como accesos directos, de entrada desde Orense, y salida dirección a Ponferrada. El proyecto incluye la restauración paisajística y eliminación de calzada en los puntos dónde la actual no sea usada, y ha concebido el nuevo trazado incidiendo especialmente en afectaciones ambientales, incluso aquellas propuestas con posterioridad a la aprobación de la DIA, por ejemplo priorizando las alternativas en razón a los menores desmontes requeridos.
El 11 de noviembre de 2017, mediante anuncio en el BOE, se licita la Redacción de Proyecto para el tramo IX, que finalmente se recorta a 7,7 km entre los enlaces de Monforte Este y Babela. El trazado, ya aprobado en la DIA, se describe como una 'variante de nuevo trazado' en su traza urbana hasta el enlace de Monforte Oeste y como desdoblamiento de la N-120 desde dicho enlace a Babela. En el mismo anuncio se indica la remodelación del actual enlace con la CG-2.1 (Monforte-Chantada) en Babela, y que dicho enlace 'servirá también de conexión con la futura autovía A-72 (Monforte-Chantada)'.

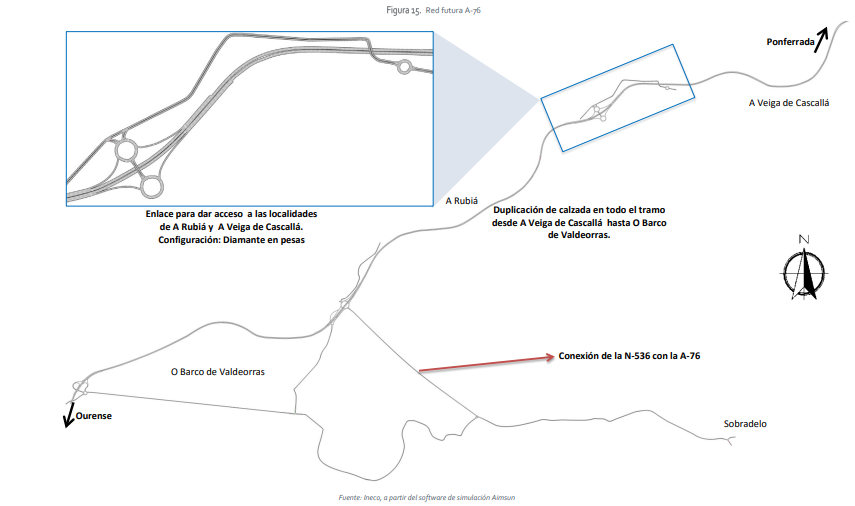
Tramo III A Veiga de Cascallá - El Barco de Valdeorras y Variante de O Barco A-76 - N-536

El 27 de julio de 2017, el BOE publica por medio de anuncio la aprobación del expediente para la "Autovía A-76 Ponferrada-
Orense. Tramo: La Vega de Cascallana-El Barco de Valdeorras". Esto supone la fase de Información Pública para el Tramo III, iniciando así el proceso de expropiación, y por medio del mismo se publica la relación individualizada de los bienes y derechos afectados. El Proyecto para el tramo I, también terminado, espera la publicación del mismo anuncio, previsto para septiembre de 2017. El tramo II, entre ambos, se encuentra en redacción de proyecto por un plazo de 18 meses que vencen en enero de 2019.
Sobre las mismas fechas, el ministro de Fomento, Íñigo de la Serna, se compromete a licitar durante el último trimestre de 2017 el Proyecto Constructivo de la Variante de Monforte de Lemos, perteneciente al Tramo IX: Puebla del Brollón - Guítara, de 23,52 km. De igual forma se comprometía con la licitación de obras de la Variante de El Barco de Valdeorras, que conforma la conexión entre la N-536 y la N-120, que tras la ejecución del tramo III en ese punto será la A-76.
Este tramo III mantendrá limitación a 100km/h en su totalidad. El expediente de Información Pública completo puede consultarse en este enlace:
El 8 de junio de 2017, se adjudica finalmente la Redacción de Proyecto para el tramo II Requejo - A Veiga de Cascallá.
El 2 de abril de 2016 se repite, por un problema legal, la licitación de la redacción de proyecto para el tramo II Requejo - A Veiga de Cascallá, debido a la falta de publicidad del contrato público ya licitado. Durante el verano de 2016 y coincidiendo aproximadamente con la segunda convocatoria de elecciones del 26J, se cumplieron los 18 meses de las primeras adjudicaciones a INECO de los proyectos de los tramos 1 y 3.
El 5 de enero de 2016 se licita la Redacción de Proyecto del Tramo II Requejo - A Veiga de Cascallá.
El 24 de febrero de 2015, los tramos Villamartín de la Abadía-Requejo (Tramo I, 7,6  km) y A Veiga de Cascallá-El Barco de Valdeorras Este (Tramo III, 8,4 km), de la autovía A-76 pasan a la fase de Redacción de Proyecto. Asimismo, en nota confirmada por el Ministerio de Transportes, Movilidad y Agenda Urbana, el tramo intermedio (Requejo-A Veiga de Cascallá) pasaría en fechas próximas, antes de verano de 2015 a la misma fase de Redacción de Proyecto. Los plazos para la Redacción de Proyecto están estipulados para esta obra en 18 meses, implicando la apertura de fase de expropiación de terrenos y adjudicación de las obras durante el verano de 2016. En estas condiciones, la fecha de inicio de obras en los primeros tramos puede preverse, tras la adjudicación de las mismas, como pronto a primeros de 2017.
Durante la primavera y verano de 2014, existe mucha actividad respecto a la infraestructura. Por un lado el Ministerio de Transportes, Movilidad y Agenda Urbana, dirigido por Ana Pastor, tiene el compromiso de licitar la redacción del proyecto para los tramos 1 y 3, así como a instar al comienzo de las obras de los mismos durante el año 2015.
Por otro lado, y pese a los 6 años desde que el Estudio Informativo superó la fase de Información Pública y a la recepción de innumerables alegaciones por parte de Instituciones, Asociaciones y personas físicas (de un orden de 14 000), habiéndose subsanado en gran parte las mismas, la presión vecinal y política en algunos tramos del recorrido (fundamentalmente respecto al tramo 11 y por otra parte el tramo 5), instan al Ministerio de Transportes, Movilidad y Agenda Urbana a la reapertura de la fase de Información Pública, pese a la Aprobación Definitiva del Estudio Informativo y su DIA. El Ministerio de Transportes, Movilidad y Agenda Urbana ha indicado que estudiará la posibilidad de abrir dicha fase en los tramos afectados, pese a no ser presentados en el debido momento.
La plataforma 'pro A-76', formada por ediles de las comarcas de El Bierzo, Valdeorras y Monforte de Lemos así como las distintas Cámaras de Comercio, tanto de Castilla y León como de Galicia, han instado al Ministerio de Transportes, Movilidad y Agenda Urbana a no paralizar los tramos no afectados por estas nuevas alegaciones, debido a las décadas de esfuerzo en pro de dicha infraestructura.

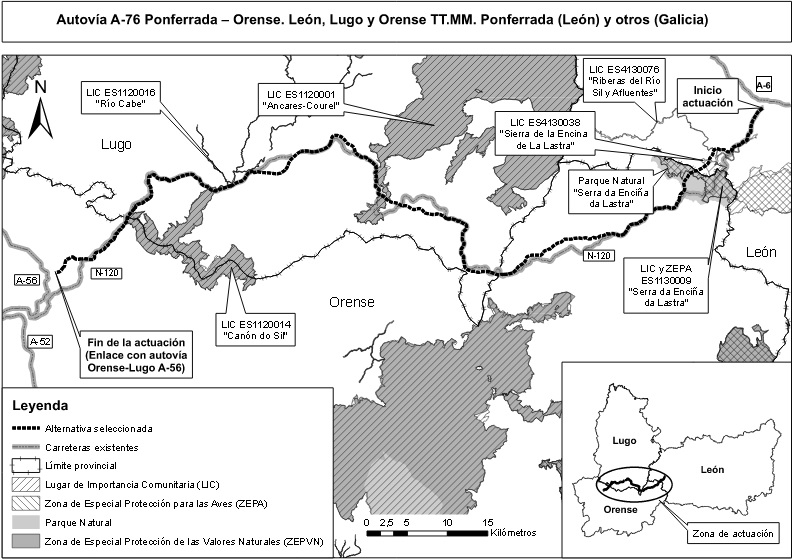
Trazado Definitivo A76 Ponferrada-Orense BOE 14-ago-2013.

El 8 de febrero de 2014, se aprueba el Expediente de Información Pública y se eleva la Aprobación a Definitiva (la Provisional data de 2006) del Estudio Informativo por el Ministerio de Transportes, Movilidad y Agenda Urbana, por esta aprobación se procede a dar la luz verde para poder licitar la redacción del proyecto de esta autovía A-76.
El 14 de agosto de 2013, es aprobada la Declaración de Impacto Ambiental (DIA), pese a las alegaciones de juntas vecinales y algunas instituciones, las cuales son subsanadas en la misma.
Desde la aprobación provisional del Estudio Informativo en 2008 hasta 2013 no hay grandes hitos reseñables. La finalización completa se estima inicialmente alrededor del año 2018. Esta autovía está contemplada en el Plan Estratégico de Infraestructuras y Transporte (PEIT) del Ministerio de Transportes, Movilidad y Agenda Urbana.

## Gestación
La autovía nació como una mera prolongación de la autovía A-72 Chantada-Monforte de Lemos. Posteriormente se consideró la idoneidad de prolongar el proyecto hasta Ponferrada.
En 2004 el PSOE presentó en su programa la conversión de la N-120 (que une las ciudades de Logroño y Vigo) en autovía, en el tramo que discurre desde Ponferrada hasta la localidad lucense de Monforte de Lemos.
Ya en el gobierno, el propio Blanco volvió a ratificar su compromiso político. El déficit de infraestructuras ha sido señalado como una de las causas de la decadencia económica que sufre la comarca.

### Polémica acerca de los trazados
En 2006, el Ministerio de Transportes, Movilidad y Agenda Urbana, a través de la empresa consultora de proyectos encargada de la misma (Prointec), remitió a los alcaldes de los ayuntamientos afectados las diferentes alternativas al trazado que se contemplan en el estudio técnico encargado.
Las dos primeras transcurrrían por las actuales N-120 y N-536 respectivamente, en su salida de El Bierzo hacia Orense.
La número tres, en vez de continuar hacia Monforte de Lemos, seguía el trazado de conexión de la capitalidad orensana con el oriente de la provincia y la comarca leonesa de El Bierzo; el de las carreteras autonómicas gallegas OU-636 y OU-536 (antigua N-120), pasando por Puebla de Trives, Castro Caldelas y Esgos.
La número cuatro contemplaba un trazado alternativo desde Canabal, en Lugo, hasta Orense, a través de la Ribeira Sacra.
La diversidad de trazados contemplada en el estudio informativo, anterior a la toma de decisiones, provocó un conflicto entre provincias, que ahonda en diversas polémicas históricas, y partidistas y en el progreso que supondría para dos comarcas que sufren el olvido de la Galicia interior; fundamentalmente entre las localidades de Monforte de Lemos y Puebla de Trives.
José Blanco, entonces secretario de Organización del PSOE, aseguró el 25 de enero de 2007 en una reunión con sindicatos, agentes sociales, y la Comisión de Seguimiento de la Autovía de Monforte que "su palabra vale más que la de cualquier cargo del Ministerio de Fomento" (lo que fue rechazado por los sectores partidarios del trazado trivés), y reiteró la promesa del trazado por las tierras de Monforte de Lemos, ya que la autovía "no fue pensada para que pasase por Trives, sino para vertebrar a Galicia por Monforte", garantizando un enlace de alta capacidad con Puebla de Trives.
No obstante, en reunión con los representantes de la plataforma que apoya el trazado trivés, responsables del Ministerio de Transportes, Movilidad y Agenda Urbana, como el secretario de Estado de Infraestructuras, Víctor Morlán, aseguraron que el trazado final de la infraestructura sería decidido sobre la base de "criterios técnicos"; anteriormente, los responsables de Fomento, mantuvieron otra reunión con la representación de los agentes sociales de Monforte de Lemos, que acabó por tranquilizar a agentes y sindicatos, y a acallar las movilizaciones previstas en las multitudinarias reuniones vecinales.
Desde Puebla de Trives, sin embargo, continuaron las reivindicaciones, organizando una cadena humana que pretendía unir Trives y Larouco, a través de la red vial. La protesta, que contó con la asistencia de unas 4000 personas, y que organizó una cadena humana de 10 km de longitud, sin embargo no alcanzó el objetivo previsto de alcanzar los 16 km.
Los diputados socialistas por León, Lugo y Orense presentaron una propuesta de alegación al proyecto de ley de presupuestos generales del estado para el año 2007 a fin de elevar la inversión de 60 000 a 2 000 000 de euros. Charo Velasco diputada por León y José Blanco se comprometieron a que el estudio informativo esté terminado y presentado el 30 de septiembre de 2008, por el BOE.

## Tramos
| Denominación | Tramo                                                                          | Kilómetros | Estado (2025) |
| ------------ | ------------------------------------------------------------------------------ | ---------- | --- |
|              | A-6 Villamartín de la Abadía - Requejo                                         | 6,35       | Proyecto terminado (sometida a información pública) (pendiente licitación de obras)                                       |
|              | Requejo - La Vega de Cascallana                                                | 11,95      | En redacción de proyecto (pendiente someter a información pública)                                                        |
|              | La Vega de Cascallana - El Barco de Valdeorras Este                            | 8,5        | Proyecto terminado (pendiente licitación de obras) Nueva modificación de información pública (pendiente nueva aprobación) |
|              | El Barco de Valdeorras Este - Rúa                                              | 16,9       | Estudio informativo terminado (DIA aprobada) (pendiente licitación de proyecto)                                           |
|              | Rúa - Figueiredo                                                               | 6,59       | Estudio informativo terminado (DIA aprobada) (pendiente licitación de proyecto)                                           |
|              | Figueiredo - San Clodio                                                        | 7,58       | Estudio informativo terminado (DIA aprobada) (pendiente licitación de proyecto)                                           |
|              | San Clodio - Carballo de Lor                                                   | 13,52      | Estudio informativo terminado (DIA aprobada) (pendiente licitación de proyecto)                                           |
|              | Carballo de Lor - Puebla del Brollón                                           | 7,62       | Estudio informativo terminado (DIA aprobada) (pendiente licitación de proyecto)                                           |
|              | Puebla del Brollón - Monforte de Lemos Este                                    | 5,7        | Estudio informativo terminado (DIA aprobada) (pendiente licitación de proyecto)                                           |
|              | Circunvalación Sur de Monforte de Lemos Tramo: Monforte de Lemos Este - Babela | 7,7        | En redacción de proyecto (pendiente someter a información pública)                                                        |
|              | Babela - Peares                                                                | 15,82      | Estudio informativo terminado (DIA aprobada) (pendiente licitación de proyecto)                                           |
|              | Peares - Lagariños A-56                                                        | 22,92      | Estudio informativo terminado (DIA aprobada) (pendiente licitación de proyecto)                                           |